# Carlos Rivas
Carlos Humberto Rivas Torres (ur. 24 maja 1953) – piłkarz chilijski grający podczas kariery na pozycji pomocnika.

## Kariera klubowa
Karierę piłkarską Carlos Rivas rozpoczął w klubie Audax Italiano w 1971. W 1972 przeszedł do Deportes Antofagasta. W 1976 był zawodnikiem Deportes Concepción, a w 1977 Santiago Morning. Najlepszy okres w jego karierze, kiedy to występował w CSD Colo-Colo. Z Colo-Colo dwukrotnie zdobył mistrzostwo Chile w 1979 i 1982 oraz Puchar Chile w 1981 i 1982.
W 1983 był zawodnikiem Uniónu Española, po czym wyjechał do Kanady, gdzie zakończył karierę.

## Kariera reprezentacyjna
W reprezentacji Chile Rivas zadebiutował 4 czerwca 1975 w przegranym 0-1 towarzyskim spotkaniu z Urugwajem. W 1979 wziął udział w Copa América, w którym Chile zajęło drugie miejsce, ustępując jedynie Paragwajowi. W tym turnieju Rivas wystąpił we wszystkich dziewięciu meczach: w grupie z Wenezuelą i Kolumbią, w półfinale z Peru oraz w finale z Paragwajem.
W 1982 roku został powołany przez selekcjonera Luisa Santibáñeza do kadry na Mistrzostwa Świata w Hiszpanii. Na Mundialu Rivas był rezerwowym i nie wystąpił w żadnym meczu. Ostatni raz w reprezentacji wystąpił 21 maja 1982 w wygranym 1-0 towarzyskim meczu z Irlandią. Od 1975 do 1982 roku rozegrał w kadrze narodowej 24 spotkania, w których zdobył 4 bramki.